# Martinikirche (Hohnstedt)
Die St.-Martini-Kirche ist eine evangelische Kirche im Kirchenkreis Leine-Solling in Hohnstedt bei Northeim und eine der ältesten Kirchen im Leinetal.

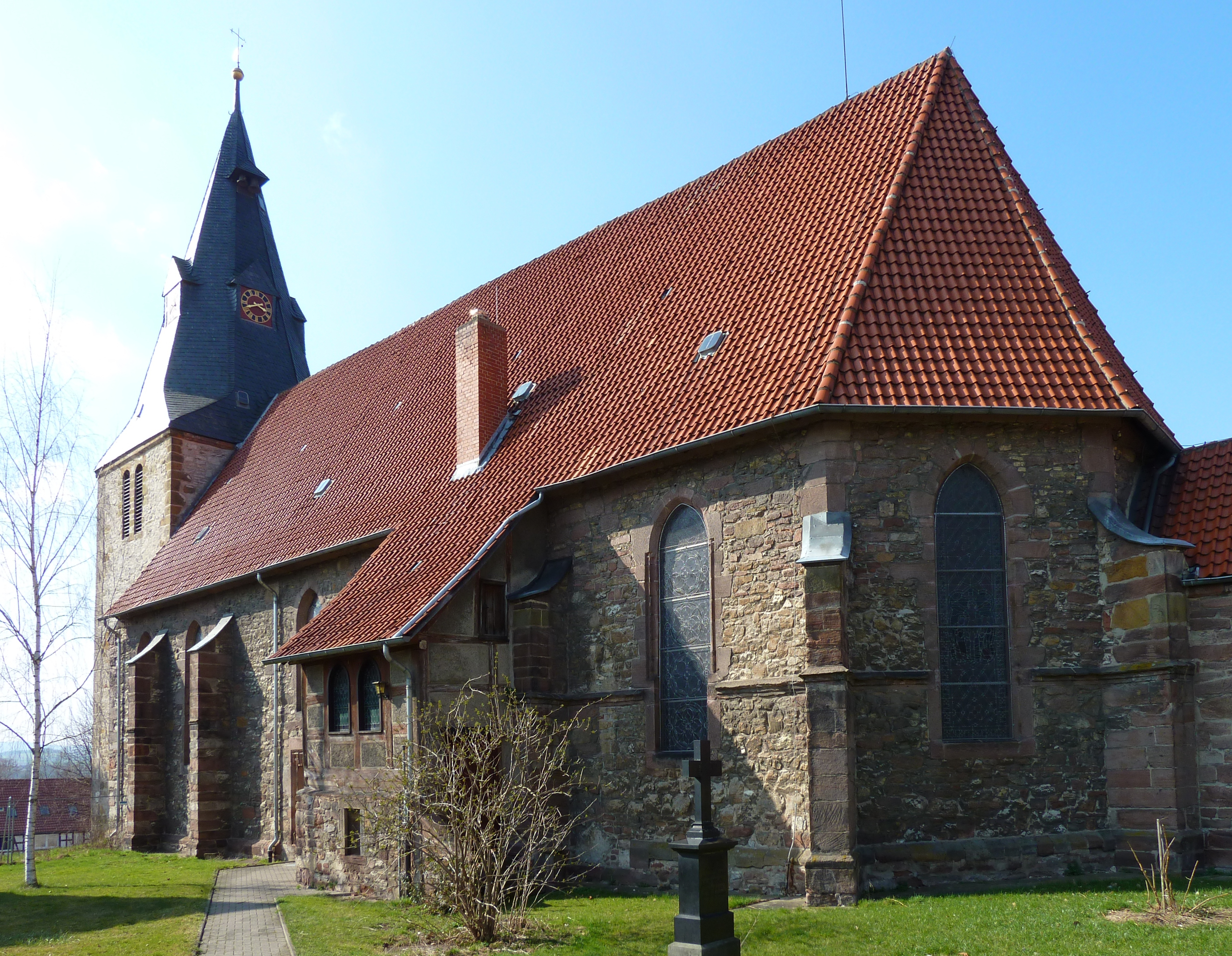
St.-Martini-Kirche in Hohnstedt

## Geschichte
Nach den ersten Missionserfolgen des Klosters Fulda im südlichen Sachsen hatte das Erzbistum Mainz die Missionstätigkeit im heutigen Südniedersachsen übernommen und durch planmäßige Gründungen von zwölf Martini-Kirchen in geregelte Bahnen gelenkt. Der erste Hohnstedter Kirchenbau wird noch vor dem Jahre 800 in der Nähe des Borngartens, einer heidnisch-germanischen Kultstätte, mit einer Taufstelle errichtet worden sein. Diese Ur- und Taufkirche wurde „ecclesia matris“ (Mutterkirche) aller Kirchen im späteren Sedalbezirk Hohnstedt im Archidiakonat Nörten.
Der Kirchturm ist der älteste Teil des heutigen Baus und dürfte noch vor 1200 errichtet worden sein. Er wurde kaum als Kirchturm erbaut, sondern gehörte wohl als Wehrturm zum angrenzenden Herrenhof derer von Hohnstedt (Hoenstide/Honstad/Honstedt), die bereits im späten Mittelalter im Mannesstamm erloschen sind. Dieser adligen Familie von Hohnstedt gelang es Privilegien vom Erzbischof in Mainz zu erhalten, die sie später an die Familie von Hardenberg vererbt haben. Bis 1726 besaßen die Hardenberger unter anderem das Patronatsrecht über Kirche und Pfarre Hohnstedt, ehe sie es gegen das entsprechende Recht in Geismar eintauschten. Seit etwa 1330 weist das Familienwappen derer von Hardenberg den bekannten Eberkopf auf. Ursache der Wappenveränderung soll die Heirat Hildebrands von Hardenberg mit der Erbtochter aus dem adligen Geschlecht von Hohnstedt gewesen sein. Als einer der letzten Vertreter der Familie verstarb im Jahre 1350 der Abt des St.-Blasien-Klosters in Northeim Eckbert von Honstadt. Die sterblichen Reste derer von Hohnstedt sind erst mit Beginn des Neubaus des Superintendenturpfarrhauses im Jahre 1616 getilgt worden, da es über der alten Familiengrabstätte errichtet wurde. Als Superintendentur wurde Hohnstedt 1588 eingerichtet; der erste Superintendent – Magister Hieronymus Lüdeken, zuvor Rektor in Göttingen – kam 1589 nach Hohnstedt. Durch Anordnung des Landeskirchenamtes Hannover vom 24. April 1958 wurde der Sitz des „Superintendenten des Aufsichtsbezirkes Hohnstedt-Northeim“ mit Wirkung vom 1. Juni 1958 nach Northeim verlegt. Der letzte Hohnstedter Superintendent Wilhelm Rautenberg, Großvater von Erardo Cristoforo Rautenberg, verblieb bis zu seiner Pensionierung 1963 als Pastor in Hohnstedt.

## Baugeschichte

### Vorgängerbauten
Nach einer ersten Holzkapelle um 800 und einem späteren annähernd quadratischen Feldsteinbau entstand um 1080 die dritte Martini-Kirche. Auch sie war dem fränkischen Nationalheiligen Martin von Tours geweiht. Dieser romanische Kirchenbau wurde noch im 13. Jahrhundert von einer Brandkatastrophe heimgesucht und vollständig ein Raub der Flammen.

### 13. Jahrhundert bis 1500
Der Kirchturm hat eine annähernd quadratische Form, dicke Mauern aus roten Sand- und Kalkbruchsteinen und sorgfältig gehauene Eckquadern aus Sandstein. Er besitzt ein einfaches Tonnengewölbe. Der nun neu errichtete, heute noch vorhandene, einschiffige und rechteckige Kirchenneubau mit den äußeren Abmessungen von 18,70 Metern Länge und 11,40 Metern Breite, reicht in die Zeit des 13. Jahrhunderts. Genaue Baudaten sind jedoch ebenso wenig wie der genaue Zeitpunkt des Kirchenbrandes überliefert. Mit der Errichtung des neuen Kirchenbaus endete jedenfalls die Zeit des freistehenden Turms, da das Langhaus nun bis an den Turm herangeführt wurde, um auf den Bau einer Wand im Westen des Kirchenschiffs verzichten zu können. Nach Einbeziehung des Turms in den Kirchenneubau, konnte der Wehrturm nun zum Kirchturm verändert werden. Er erhielt einen achtseitigen Spitzhelm und eine Glockenstube mit drei Schallöffnungen. Die Anschaffung von zwei Glocken, von denen die eine heute noch im Turm hängt, schloss sich an. Auch der Einbau der versteckten Treppe als Zugang von oben in das Turmgewölbe, wie auch der Einbruch von zwei Schießscharten neben dem neuen ebenerdigen Turmeingang vom Kirchenschiff her, wird in diese Zeit reichen. Der ursprüngliche Eingang im ersten Obergeschoss verlor allerdings seine Bestimmung als Zugang. Später, nach dem Einbau der ersten Orgel, wird er aber die Verbindung von Kirchturm und Bälgekammer zum Orgelboden gewährleisten. Ein letzter Zeuge des Kirchenneubaus ist schließlich der spätromanische steinerne Taufstein, der seit 1977 allerdings in der St.-Johannis-Kirche in Katlenburg aufgestellt ist.
Wie an der Baufuge am nördlichen Kirchenbau – auf der südlichen Seite verdeckt sie der Priechenanbau – deutlich sichtbar wird, erhielt das Kirchenschiff später einen polygonalen Choranbau, der sich in den Seitenwänden weit nach Westen erstreckte und das Kirchenschiff um 13,30 Meter auf 32,00 Meter verlängerte. Da die Mauerstärke der älteren und neueren Kirchenwände durchgehend und einheitlich annähernd 1,20 Meter betragen und die unregelmäßige Mauerweise fortgesetzt wurde, werden beide Bauphasen kaum weit auseinander liegen, so dass der Chorbau ebenfalls noch im 13. Jahrhundert errichtet sein dürfte. Anlass zur erheblichen Erweiterung des Kirchenbaus wird die Gründung des Hohnstedter Kalands, einer Bruderschaft von Priestern, im Sedes Hohnstedt gewesen sein, um für die gemeinsamen Gottesdienste der Geistlichen einen angemessenen Versammlungsraum zu erhalten. Jedenfalls ist im ganzen ehemaligen Sedalbezirk kein weiterer Choranbau bekannt, der mit solchen Abmessungen aufwarten könnte.

### 1500 bis 1748
Weitere Baunachrichten haben sich dann erst wieder aus der Zeit um 1500 erhalten, als die wuchtigen romanischen Rundbogenportale durch spätgotische Einbauten mit Stabprofilen und Hohlkehlen verändert wurden. Der gleichfalls geplante Umbau aller Kirchenfenster im selben Stil kam jedoch nicht mehr recht voran. Nur ein Fenster an der südlichen Chorseite weist sichtbare spätgotische Relikte auf. Offenbar verhinderte das Einsetzen der Reformationswirren weitere Bauvorhaben. Auch im Inneren der Kirche dürften einige Umbaumaßnahmen stattgefunden zu haben. Zwei überlieferte Inschriften „Augusto von Steinberge gegeben anno 1552 den 16. May“ und „T 1581 R F“ stehen mit dem Einbau eines Balkens unter dem Bogen und mit dem Bau von zwei Erkern an der Kirche im Zusammenhang. Nähere Angaben fehlen allerdings. Die Inschriften sind nicht erhalten.
Zwischen 1717 und 1748 wurde die Kirche durch mehrere Umbauten umgestaltet, nur der Kirchturm blieb äußerlich unberührt. Die Mauern des Kirchenschiffs wurden erhöht, um den Höhenunterschied zwischen Langhaus und Chor auszugleichen. Beide erhielten ein einheitliches neues Kirchendach auf gleicher Firsthöhe. Damit überragte der neue Dachfirst des Kirchenschiffes nun die östliche Traufenlinie des Turms. An den erhaltenen alten Putzrändern am Turm wie auch an den äußeren Stützpfeilern, die ebenfalls erhöht wurden, sind Lage und Höhe des ursprünglichen Kirchendachs noch zu rekonstruieren. Die Dächer aus Sollingsteinen fanden Ersatz durch Lautenthaler und später Goslarer Schieferplatten, die wiederum 1965 roten Ziegelpfannen weichen mussten.
Die spätromanischen Fensterdurchbrüche wurden vergrößert, um mehr Licht in den Kirchenraum einfallen zu lassen. Im Inneren der St.-Martini-Kirche wurde die räumliche und optische Trennung des Kirchenschiffs vom Chor durch das Herausbrechen des stark abschnürenden und trennenden Triumphbogens aufgehoben. Der Kirchenboden wurde auf ein einheitliches Niveau gebracht, wobei der Chorraum im Altarbereich weiterhin um 50 cm erhöht war, um die Grabstätten der Geistlichen und ihrer Angehörigen nicht zu zerstören. Ihre Grabplatten wurden jedoch beiseite geräumt und lagerten achtlos bis 1913 auf dem Kirchhof. Bis auf drei Platten gingen alle verloren.

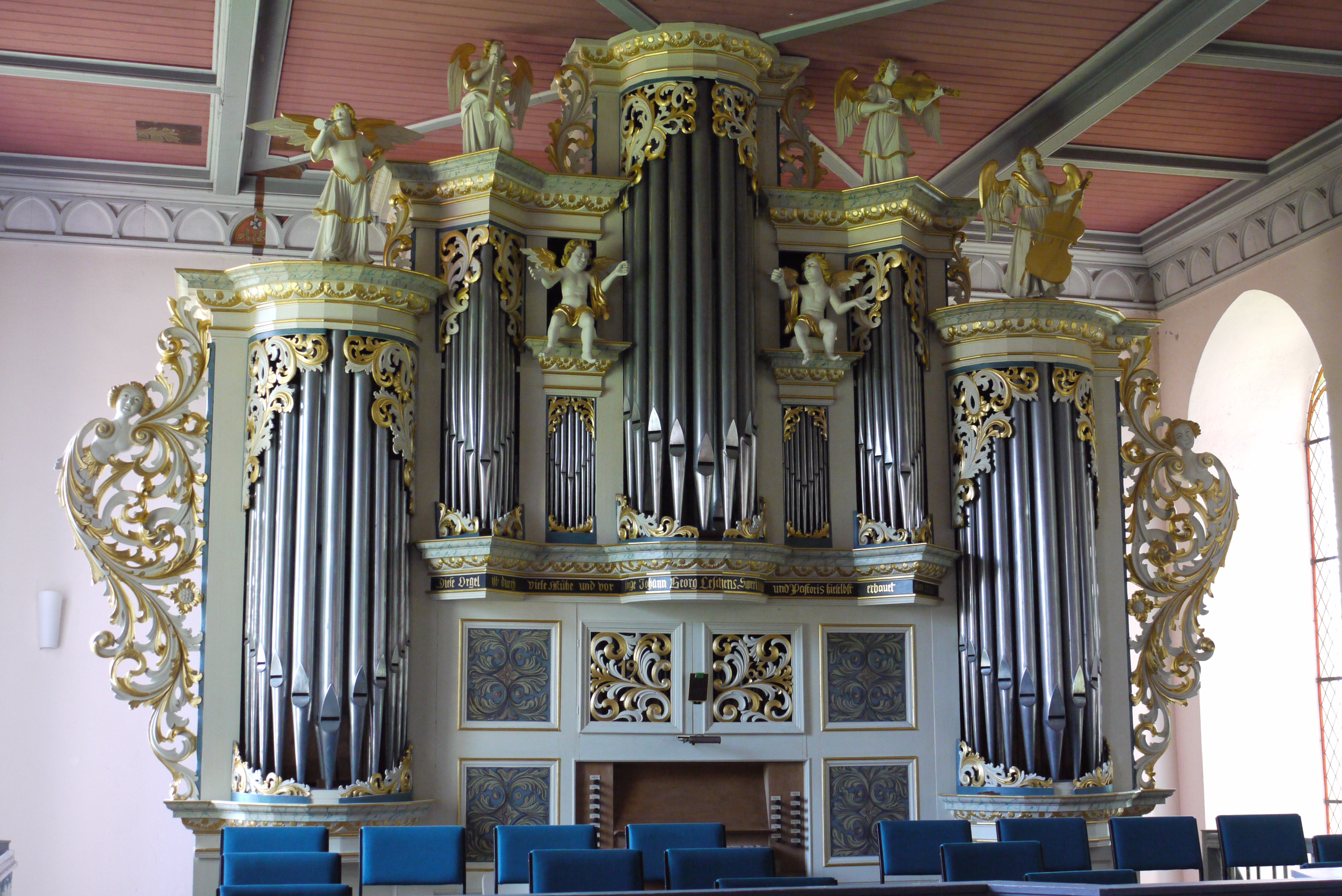
Orgelprospekt von 1718

 Die Orgel entstand zwischen 1717 und 1718 durch den Orgelbaumeister Johann Andreas Graff aus Wolfenbüttel und dem Gandersheimer Holzschnitzer Johann Friedrich Käse, der das Prospekt schuf, gänzlich neu. Käse schuf auch den Taufengel, der im Chor an einem Seil hängend, den alten seit dem Bau der Kirche genutzten Taufstein ersetzte. Der Kanzelaltar mit dem auferstandenen Christus auf dem Schalldeckel wurde nach einem Entwurf des Superintendenten Christian Heinrich Schilling 1748 durch den Holzschnitzer und Bildhauer Johann Caspar Käse aus Gandersheim, dem Maler Gottfried Bratzky aus Berlin und dem aus Hannover stammenden Vergolder Anthon Thilo, der von 1751 bis 1755 Partner von Johann Georg Ziesenis der Jüngere war, völlig neu geschaffen. Damit wurde das mittelalterliche „übergüldete“ Triptychon auf dem Altar mit den geschnitzten Heiligen St. Martin und St. Georg und einer mittleren Tafel mit der Darstellung der Apostel und ausklappbaren Flügeln, die mit Passionsdarstellungen bemalt waren, überflüssig und wurde aus der Kirche entfernt. Später ging er, wie auch Beichtstuhl, dem Pult zum Singen, der Kanzel mit sechs Stufen und einem Deckel und die gesamte Bestuhlung von Chor und Kirchenschiff verloren. Der alte Altartisch aus Sandstein wurde unter der Orgelempore eingelagert und liegt bis heute dort. Auch das Erdgeschoss des Turminneren blieb nicht unberührt. Die an der südlichen Wand versteckt gelegene Treppe mit 19 Stufen wurde nach oben hin verschlossen und weitgehend abgebrochen, um im Gewölbe einen abgeschlossenen Archivraum einzurichten.
Weitere äußere Veränderungen erbrachten zwei Anbauten an das Kirchenschiff: Zunächst durch den Bau der Hardenberg’schen Patronatsprieche an die Südseite des Chors (1720) und dem Bau einer Sakristei (1741) an den Chor im Osten.

### 1892 bis heute
Erneute optische Veränderungen erfuhr die Kirche durch die 1892 erneute Vergrößerung sämtlicher Kirchenfenster und durch die Beseitigung des Außenputzes im Jahre 1911. Die zwischen 1912 und 1914 erfolgte grundlegende Wiederherstellung des Innenbaus durch die Firma Gebrüder Frankenberg in Northeim brachte weitere Veränderungen mit sich: Die Fußböden wurden erneuert, ein neuer Wandputz aufgebracht und eine neue Decke wurde unter das Hängewerk gezogen, so dass die alten weiß-blauen Malereien an den Brettern und Balken nicht mehr vom Kirchenschiff aus sichtbar blieben, da sie zwischen der neuen Decke und den Dielen des Kirchenbodens verschwanden. Daran schloss sich eine komplette Neuvermalung der Kirche durch den Kirchenmaler Martin Gotta aus Hannover an. Auch wurden farbige Gläser für die Fenster von der Kunstanstalt für Glasmalerei Ferdinand Müller aus Quedlinburg beschafft. Schließlich wurde der Kirchturm instand gesetzt und der alte hölzerne Glockenstuhl durch eine Eisenkonstruktion ersetzt, wie auch die Schallöffnungen im Süden und im Norden erheblich vergrößert wurden. Zudem wurde die Anzahl der Glocken von ursprünglich zwei auf drei erweitert. Die älteste der drei Glocken der Kirche trägt keine Inschrift. Aus ihrer gotischen Form ist geschlossen worden, dass sie bereits um 1330 gegossen wurde. Die zweite alte Glocke wurde 1912 für den Kauf von zwei neue Glocken verwendet, die jedoch am 5. Juni 1917 für Kriegszwecke abgegeben wurden. Ein Ersatz erfolgte 1932 durch die Anschaffung zweier Bronzeglocken mit einem Gewicht von 1910 und 1120 kg und den Grundtönen des und f. Auch sie fielen dem Krieg zum Opfer und mussten 1942 abgeliefert werden. Zwischen 1958 und 1960 fand eine erneute Innenrenovierung mit Innenvermalung durch den Kirchenmaler Heinz Nauwald (Schoningen) und Malermeister Friedrich Duve aus Northeim statt. Zwei neue Bronzeglocken der Glockengießerei F. W. Schilling in Heidelberg ersetzen 1959 die beschlagnahmten und für Kriegszwecke abgelieferten Glocken. Seitdem erklingt vom Turm ein Dreiergeläut in den Tönen e und fis der beiden neuen Glocken und a der alten Glocke.
Im Jahr 1963 schuf Rudolf Janke hinter dem erhaltenen barocken Orgelprospekt von 1717/18 ein neues Werk. Das Gehäuse stammt von Johann Andreas Graff aus Wolfenbüttel. Janke rekonstruierte die Disposition von 1717 und ergänzte ein Brustwerk. Das Instrument verfügt über 20 Register, die auf zwei Manuale und Pedale verteilt sind. Die Spiel- und Registertrakturen sind mechanisch.
| I Hauptwerk C–g3 |                   |        |
| 1.               | Prinzipal         | 08′    |
| 2.               | Gedackt           | 08′    |
| 3.               | Oktave            | 04′    |
| 4.               | Gedacktflöte      | 04′    |
| 5.               | Octave            | 02′    |
| 6.               | Quinte            | 01 ⁄3′ |
| 7.               | Sesquialtera II 0 |        |
| 8.               | Mixtur III-IV     | 01 ⁄3′ |
| 9.               | Trompete          | 08′    |

| II Brustwerk C–g3 |            |     |
| 10.               | Gedackt    | 08′ |
| 11.               | Spitzflöte | 04′ |
| 12.               | Sifflöte   | 02′ |
| 13.               | Scharf II  |     |
| 14.               | Krummhorn  | 08′ |

| Pedal C–f1 |            |     |
| 15.        | Subbass    | 16′ |
| 16.        | Prinzipal  | 08′ |
| 17.        | Oktave     | 04′ |
| 18.        | Blockflöte | 02′ |
| 19.        | Oktave 0   | 01′ |
| 20.        | Posaune    | 16′ |

- Koppeln: II/I, I/P, II/P

Die 1913 errichtet Heizbatterie der Firma Sachse und Co. aus Halle wurde in den Jahren 1965 und 1966 durch eine Warmluftheizung der Firma Esch & Co aus Mannheim abgelöst. Sie musste im Jahre 1997 erneuert werden. Die Restaurierung des Kanzelaltars wurde im gleichen Jahre notwendig.